# Cryptanthus beuckeri
Cryptanthus beuckeri é uma espécie de  planta do grupo Cryptanthus, da família das bromélias.

## Taxonomia
A espécie foi decrita em 1880 por Charles Jacques Édouard Morren.
Os seguintes sinônimo já foi catalogado:  
- Nidularium beuckeri  Hort.

## Forma de vida
É uma espécie terrícola e herbácea.

## Conservação
A espécie faz parte da Lista Vermelha das espécies ameaçadas do estado do Espírito Santo, no sudeste do Brasil.

## Distribuição
A espécie é endêmica do Brasil e encontrada nos estados brasileiros de Bahia e Espírito Santo.
A espécie é encontrada no domínio fitogeográfico de Mata Atlântica, em regiões com vegetação de floresta ombrófila pluvial. Parece ser encontrada principalmente na região de Linhares, no Espírito Santo, com espécimes encontrados na restinga de São Mateus.